# Pomerode
Pomerode este un oraș în Santa Catarina (SC), Brazilia.